# 刁錦寰
刁錦寰（英語：George C. Tiao，1933年11月8日—），統計學家，今主要執教於美國芝加哥大學商學院，並經常訪問、協助各地與統計學相關的學術發展，擔任客座教授。

## 生平
1950年隨父母遷台，畢業於建國中學與國立臺灣大學。刁為第11屆中華民國中央研究院院士。2001年，刁錦寰獲美國統計學會頒發「S. S. Wilks紀念獎章」、與美國商務經濟學會共同頒發「Julius Shiskin經濟統計學獎章」，以表彰他對國際社會和學術界的貢獻。

## 外部連結
- 刁錦寰院長無心插柳 （页面存档备份，存于）